# 1812년 미국 하원의원 선거
1812년 미국 하원의원 선거는 1812년 미국에서 치러진 하원의원 선거이다. 1812년 전쟁의 정당성을 외친 민주공화당이 일부 지방에서 의석을 더 획득했으나, 반전운동을 펼친 연방당이 의석을 2배 가까이 늘리는데 성공한다.

## 선거 결과
| 정당       | 의석 수 |
| ---------- | ------- |
| 민주공화당 | 114석   |
| 연방당     | 68석    |
| 합계       | 182석   |